# Danh sách 100 anh hùng và kẻ phản diện của Viện phim Mỹ
Danh sách 100 anh hùng và kẻ phản diện của Viện phim Mỹ (tiếng Anh: AFI's 100 Years...100 Heroes and Villains) là một trong các danh sách được Viện phim Mỹ (American Film Institute, viết tắt là AFI) lập ra nhân dịp kỉ niệm 100 năm ngày ra đời của nghệ thuật điện ảnh. Danh sách này bao gồm 100 nhân vật, gồm các vai anh hùng và vai phản diện, được coi là nổi bật và đáng nhớ nhất của điện ảnh Mỹ, nó được công bố tháng 6 năm 2003.

## Danh sách
|    | Anh hùng (Diễn viên thủ vai)                                      | Phim                                                      | Kẻ phản diện (Diễn viên thủ vai)                                          | Phim                                                             |
| 1  | Atticus Finch (Gregory Peck)                                      | Giết con chim nhại (To Kill a Mocking Bird)               | Hannibal Lecter (Anthony Hopkins)                                         | Sự im lặng của bầy cừu (The Silence of the Lambs)                |
| 2  | Indiana Jones (Harrison Ford)                                     | Raiders of the Lost Ark                                   | Norman Bates (Anthony Perkins)                                            | Psycho                                                           |
| 3  | James Bond (Sean Connery)                                         | Dr. No                                                    | Darth Vader (David Prowse) (Lồng tiếng bởi James Earl Jones)              | Chiến tranh giữa các vì sao: Niềm hy vọng mới                    |
| 4  | Rick Blaine (Humphrey Bogart)                                     | Casablanca                                                | Phù thủy ác phương Tây (Margaret Hamilton)                                | The Wizard of Oz                                                 |
| 5  | Will Kane (Gary Cooper)                                           | High Noon                                                 | Y tá Ratched (Louise Fletcher)                                            | Bay trên tổ chim cúc cu (One Flew Over the Cuckoo's Nest)        |
| 6  | Clarice Starling (Jodie Foster)                                   | Sự im lặng của bầy cừu (The Silence of the Lambs)         | Mister Potter (Lionel Barrymore)                                          | It's a Wonderful Life                                            |
| 7  | Rocky Balboa (Sylvester Stallone)                                 | Rocky                                                     | Alex Forrest (Glenn Close)                                                | Fatal Attraction                                                 |
| 8  | Ellen Ripley (Sigourney Weaver)                                   | Aliens                                                    | Phyllis Dietrichson (Barbara Stanwyck)                                    | Double Indemnity                                                 |
| 9  | George Bailey (James Stewart)                                     | It's a Wonderful Life                                     | Regan MacNeil (Linda Blair) (Lồng tiếng quỷ nhập do Mercedes McCambridge) | The Exorcist                                                     |
| 10 | T. E. Lawrence (Peter O'Toole)                                    | Lawrence of Arabia                                        | Nữ hoàng (Lồng tiếng bởi Lucille La Verne)                                | Nàng Bạch Tuyết và bảy chú lùn (Snow White and the Seven Dwarfs) |
| 11 | Jefferson Smith (James Stewart)                                   | Mr. Smith Goes to Washington                              | Michael Corleone (Al Pacino)                                              | Bố già phần II (The Godfather Part II)                           |
| 12 | Tom Joad (Henry Fonda)                                            | Chùm nho nổi giận (The Grapes of Wrath)                   | Alex DeLarge (Malcolm McDowell)                                           | A Clockwork Orange                                               |
| 13 | Oskar Schindler (Liam Neeson)                                     | Bản danh sách của Schindler (Schindler's List)            | HAL 9000 (Douglas Rain)                                                   | 2001: A Space Odyssey                                            |
| 14 | Han Solo (Harrison Ford)                                          | Chiến tranh giữa các vì sao (Star Wars)                   | The Alien (Bolaji Badejo)                                                 | Alien                                                            |
| 15 | Norma Rae Webster (Sally Field)                                   | Norma Rae                                                 | Amon Göth (Ralph Fiennes)                                                 | Bản danh sách của Schindler (Schindler's List)                   |
| 16 | Shane (Alan Ladd)                                                 | Shane                                                     | Noah Cross (John Huston)                                                  | Chinatown                                                        |
| 17 | Harry Callahan (Clint Eastwood)                                   | Dirty Harry                                               | Annie Wilkes (Kathy Bates)                                                | Misery                                                           |
| 18 | Robin Hood (Errol Flynn)                                          | The Adventures of Robin Hood                              | Cá mập trắng lớn                                                          | Hàm cá mập (Jaws)                                                |
| 19 | Virgil Tibbs (Sidney Poitier)                                     | In the Heat of the Night                                  | William Bligh (Charles Laughton)                                          | Mutiny on the Bounty                                             |
| 20 | Butch và Sundance (Paul Newman và Robert Redford)                 | Butch Cassidy and the Sundance Kid                        | Con người                                                                 | Bambi                                                            |
| 21 | Mahatma Gandhi (Ben Kingsley)                                     | Gandhi                                                    | Eleanor Iselin (Angela Lansbury)                                          | The Manchurian Candidate                                         |
| 22 | Spartacus (Kirk Douglas)                                          | Spartacus                                                 | Kẻ hủy diệt (Arnold Schwarzenegger)                                       | Kẻ hủy diệt (The Terminator)                                     |
| 23 | Terry Malloy (Marlon Brando)                                      | On the Waterfront                                         | Eve Harrington (Anne Baxter)                                              | All About Eve                                                    |
| 24 | Thelma Dickenson và Louise Sawyer (Geena Davis và Susan Sarandon) | Thelma & Louise                                           | Gordon Gekko (Michael Douglas)                                            | Wall Street                                                      |
| 25 | Lou Gehrig (Gary Cooper)                                          | The Pride of the Yankees                                  | Jack Torrance (Jack Nicholson)                                            | The Shining                                                      |
| 26 | Siêu nhân (Christopher Reeve)                                     | Siêu nhân                                                 | Cody Jarrett (James Cagney)                                               | White Heat                                                       |
| 27 | Bob Woodward và Carl Bernstein (Robert Redford và Dustin Hoffman) | All the President's Men                                   | Người Sao Hỏa                                                             | The War of the Worlds                                            |
| 28 | Bồi thẩm viên số 8 (Henry Fonda)                                  | 12 Angry Men                                              | Max Cady (Robert Mitchum)                                                 | Cape Fear                                                        |
| 29 | George S. Patton (George C. Scott)                                | Patton                                                    | Reverend Harry Powell (Robert Mitchum)                                    | The Night of the Hunter                                          |
| 30 | Luke Jackson (Paul Newman)                                        | Cool Hand Luke                                            | Travis Bickle (Robert De Niro)                                            | Taxi Driver                                                      |
| 31 | Erin Brockovich (Julia Roberts)                                   | Erin Brockovich                                           | Bà Danvers (Judith Anderson)                                              | Rebecca                                                          |
| 32 | Philip Marlowe (Humphrey Bogart)                                  | The Big Sleep                                             | Bonnie Parker và Clyde Barrow (Warren Beatty và Faye Dunaway)             | Bonnie and Clyde                                                 |
| 33 | Marge Gunderson (Frances McDormand)                               | Fargo                                                     | Bá tước Dracula (Béla Lugosi)                                             | Dracula                                                          |
| 34 | Tarzan (Johnny Weissmuller)                                       | Tarzan the Ape Man                                        | Dr. Szell (Laurence Olivier)                                              | Marathon Man                                                     |
| 35 | Alvin York (Gary Cooper)                                          | Sergeant York                                             | J.J. Hunsecker (Burt Lancaster)                                           | Sweet Smell of Success                                           |
| 36 | Rooster Cogburn (John Wayne)                                      | True Grit                                                 | Frank Booth (Dennis Hopper)                                               | Blue Velvet                                                      |
| 37 | Obi-Wan Kenobi (Alec Guinness)                                    | Chiến tranh giữa các vì sao (Star Wars)                   | Harry Lime (Orson Welles)                                                 | The Third Man                                                    |
| 38 | Kẻ lang thang (The Tramp) (Charlie Chaplin)                       | City Lights                                               | Caesar Enrico Bandello (Edward G. Robinson)                               | Little Caesar                                                    |
| 39 | Chó Lassie (chó Pal)                                              | Lassie Come Home                                          | Cruella De Vil (Betty Lou Gerson)                                         | One Hundred and One Dalmatians                                   |
| 40 | Frank Serpico (Al Pacino)                                         | Serpico                                                   | Freddy Krueger (Robert Englund)                                           | A Nightmare on Elm Street                                        |
| 41 | Arthur Chipping (Robert Donat)                                    | Goodbye, Mr. Chips                                        | Joan Crawford (Faye Dunaway)                                              | Mommie Dearest                                                   |
| 42 | Edward J. Flanagan (Spencer Tracy)                                | Boys Town                                                 | Tom Powers (James Cagney)                                                 | The Public Enemy                                                 |
| 43 | Moses (Charlton Heston)                                           | Mười điều răn (The Ten Commandments)                      | Regina Giddens (Bette Davis)                                              | The Little Foxes                                                 |
| 44 | Jimmy "Popeye" Doyle (Gene Hackman)                               | The French Connection                                     | Baby Jane Hudson (Bette Davis)                                            | What Ever Happened to Baby Jane?                                 |
| 45 | Zorro (Tyrone Power)                                              | Mặt nạ của Zorro (The Mark of Zorro)                      | The Joker (Jack Nicholson)                                                | Người dơi (Batman)                                               |
| 46 | Người dơi (Michael Keaton)                                        | Người dơi (Batman)                                        | Hans Gruber (Alan Rickman)                                                | Die Hard                                                         |
| 47 | Karen Silkwood (Meryl Streep)                                     | Silkwood                                                  | Tony Camonte (Paul Muni)                                                  | Scarface                                                         |
| 48 | Kẻ hủy diệt (Arnold Schwarzenegger)                               | Kẻ hủy diệt 2: Ngày phán xét (Terminator 2: Judgment Day) | Verbal Kint (Kevin Spacey)                                                | The Usual Suspects                                               |
| 49 | Andrew Beckett (Tom Hanks)                                        | Philadelphia                                              | Auric Goldfinger (Gert Fröbe)                                             | Goldfinger                                                       |
| 50 | Maximus Decimus Meridius (Russell Crowe)                          | Võ sĩ giác đấu (Gladiator)                                | Alonzo Harris (Denzel Washington)                                         | Training Day                                                     |

## Ngoài lề
- Người dơi, It's a Wonderful Life, Bản danh sách của Schindler và Sự im lặng của bầy cừu là những bộ phim có nhân vật xuất hiện ở cả danh sách anh hùng và kẻ phản diện. Kẻ hủy diệt (do Arnold Schwarzenegger thủ vai) là nhân vật duy nhất xuất hiện ở cả hai danh sách. Bên cạnh Schwarzenegger, Al Pacino là diễn viên thứ hai có vai diễn anh hùng và kẻ phản diện cùng có mặt trong bảng xếp hạng của AFI.
- Gary Cooper là diễn viên duy nhất có 3 vai diễn trong danh sách, cả ba đều là các vai anh hùng.